# The Midnighters

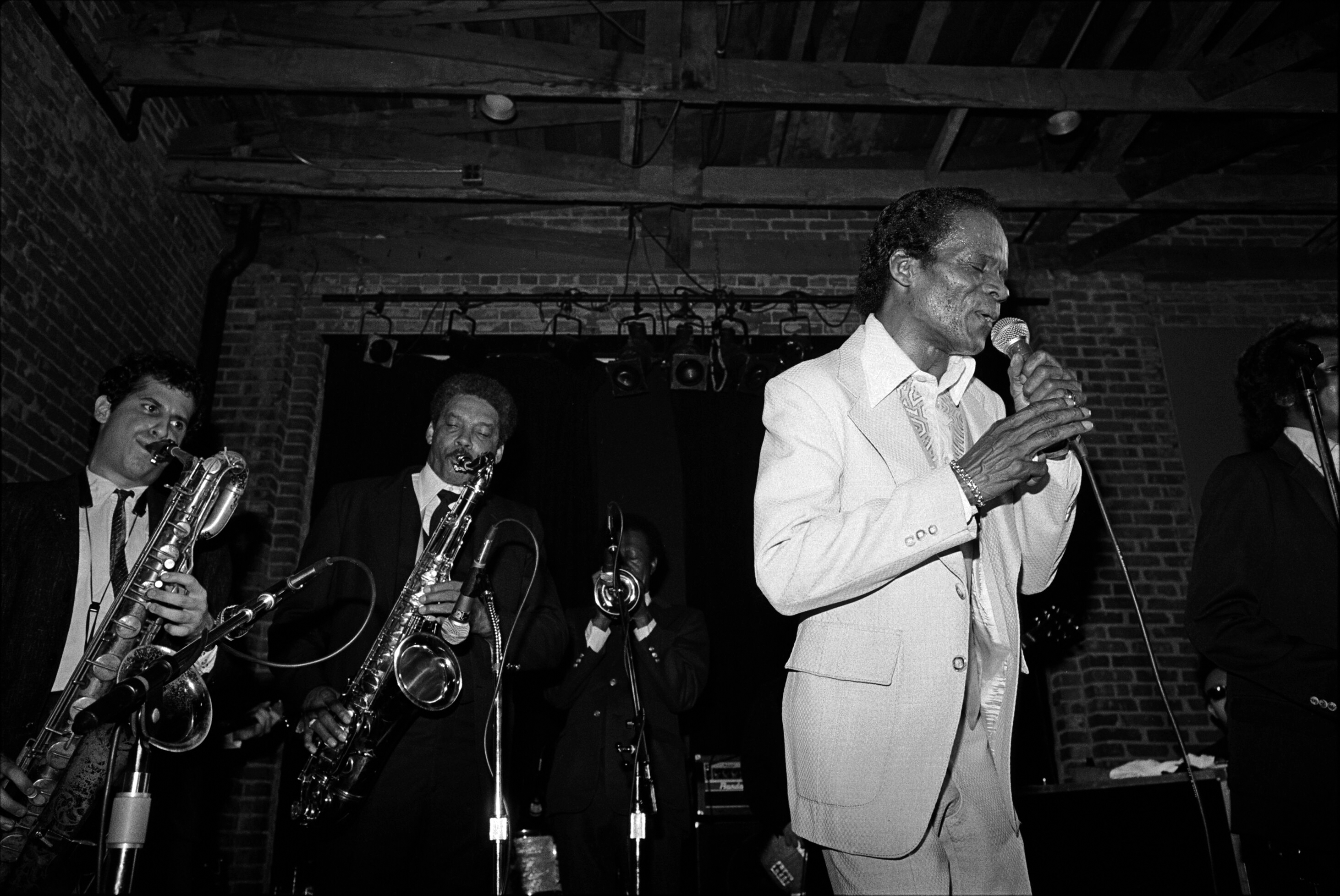
Hank Ballard & The Midnighters

The Midnighters waren eine US-amerikanische R&B-Band aus Detroit, Michigan, die in den 1950ern und anfangs der 1960er eine Reihe von Hits hatten. Bekannt sind sie vor allem als die Band von Hank Ballard („Hank Ballard & The Midnighters“) und durch ihren Titel The Twist (1958 Originalaufnahme der Midnighters, 1960 ein Hit für Chubby Checker).

## Geschichte
Die Midnighters entstanden 1952 als „The Royals“. Die ursprünglichen Mitglieder waren Alonzo Tucker, Henry Booth, Charles Sutton, Lawson Smith und Sonny Woods. 1953 kam Hank Ballard für Smith. Sie wurden von Johnny Otis entdeckt, der ihr Manager wurde. Für King Records machten sie im gleichen Jahr ihre ersten Aufnahmen. Mit Get It, geschrieben von Ballard, hatten sie ihren ersten Hit.
1954 änderten sie ihren Namen in „The Midnighters“, da „The Royals“ zu Verwechslungen mit den "5" Royales führen konnte. Die Midnighters hatten bis 1955 eine Hitserie, danach folgte eine Periode ohne größere Erfolge. King setzte nun auf James Brown, der die Midnighters zu seinen Vorbildern zählte. Die Besetzung der Midnighters durchlief etliche Wechsel.
1959 erschien dann mit Teardrops On Her Letter ihr erster Hit seit 1955. Sie traten nun als „Hank Ballard & The Midnighters“ auf. Die Rückseite von Teardrops On Her Letter war The Twist, das 1960 als A-Seite neu veröffentlicht wurde und im gleichen Jahr ein weltweiter Hit für Chubby Checker wurde.
Danach hatten die Midnighters noch einige Titel in den Charts, doch der Erfolg ließ nach. Mitte der 1960er löste sich die Gruppe auf. Eine Neuauflage der Midnighters war zeitweilig mit der James Brown Revue auf Tour.
1999 wurden „Hank Ballard & The Midnighters“ in die Vocal Group Hall of Fame aufgenommen. 2012 wurden die „Midnighters“ in die Rock and Roll Hall of Fame aufgenommen, nachdem Hank Ballard bereits 1990 aufgenommen worden war.